# توری خرمایی
توری خرمایی (نام علمی: Kirinia roxelana) یا توری قهوه‌ای، پروانه‌ای است که در خانواده فرچه‌پایان قرار دارد. این حشره در جنوب‌شرقی اروپا و خاور نزدیک یافت می‌شود. طول بال‌های جلویی ۲۹ تا ۳۱ میلی‌متر است. زمان پروازی توری خرمایی از آوریل (اسفند و فروردین) تا اکتبر (مهر و آبان) است. لارو این پروانه از انواع گوناگون علف تغذیه می‌کند.